# Hollywood Walk of Fame/Kategorie Radio
Hier finden sich die mit einem Stern der Kategorie Radio auf dem Hollywood Walk of Fame ausgezeichneten Künstler.

## A
| Name            | Adresse                      |
| --------------- | ---------------------------- |
| Bud Abbott      | 6333 Hollywood Boulevard     |
| Fred Allen      | 6709-1/2 Hollywood Boulevard |
| Steve Allen     | 1537 Vine Street             |
| Don Ameche      | 6313 Hollywood Boulevard     |
| Morey Amsterdam | 6850 Hollywood Boulevard     |
| Eve Arden       | 6329 Hollywood Boulevard     |
| Eddy Arnold     | 6775 Hollywood Boulevard     |
| Cliff Arquette  | 6720 Hollywood Boulevard     |
| Gene Autry      | 6520 Hollywood Boulevard     |
| Dan Avey        | 6834 Hollywood Boulevard     |
| Lew Ayres       | 1724 Vine Street             |

## B
| Name                | Adresse                  |
| ------------------- | ------------------------ |
| Jack Bailey         | 1708 Vine Street         |
| Art Baker           | 6509 Hollywood Boulevard |
| Kenny Baker         | 6329 Hollywood Boulevard |
| Phil Baker          | 6247 Hollywood Boulevard |
| Lionel Barrymore    | 1651 Vine Street         |
| Brian Beirne        | 6777 Hollywood Boulevard |
| William Bendix      | 1638 Vine Street         |
| Jack Benny          | 1505 Vine Street         |
| Edgar Bergen        | 6801 Hollywood Boulevard |
| Milton Berle        | 6771 Hollywood Boulevard |
| Ben Bernie          | 6280 Hollywood Boulevard |
| Rodney Bingenheimer | 7021 Hollywood Boulevard |
| Mel Blanc           | 6385 Hollywood Boulevard |
| Ford Bond           | 6706 Hollywood Boulevard |
| Edward Bowes        | 1513 Vine Street         |
| Bill Boyd           | 6101 Hollywood Boulevard |
| Eddie Bracken       | 1651 Vine Street         |
| Tom Breneman        | 6290 Hollywood Boulevard |
| Fanny Brice         | 1500 Vine Street         |
| Ray Briem           | 6125 Hollywood Boulevard |
| Cecil Brown         | 6410 Hollywood Boulevard |
| Bob Burns           | 6541 Hollywood Boulevard |

## C
| Name            | Adresse                  |
| --------------- | ------------------------ |
| Judy Canova     | 6777 Hollywood Boulevard |
| Eddie Cantor    | 6765 Hollywood Boulevard |
| Ken Carpenter   | 6706 Hollywood Boulevard |
| Jack Carson     | 6361 Hollywood Boulevard |
| Bud Collyer     | 6150 Hollywood Boulevard |
| Jerry Colonna   | 1645 Vine Street         |
| Perry Como      | 1708 Vine Street         |
| Spade Cooley    | 6802 Hollywood Boulevard |
| Charles Correll | 1777 Vine Street         |
| Lou Costello    | 6780 Hollywood Boulevard |
| Bing Crosby     | 6769 Hollywood Boulevard |
| Bob Crosby      | 6313 Hollywood Boulevard |
| Milton Cross    | 1623 Vine Street         |
| Frank Crumit    | 1601 Vine Street         |
| Bill Cunningham | 6315 Hollywood Boulevard |

## D
| Name               | Adresse                  |
| ------------------ | ------------------------ |
| Cass Daley         | 6710 Hollywood Boulevard |
| Joan Davis         | 1716 Vine Street         |
| Dennis Day         | 7048 Hollywood Boulevard |
| Dear Abby          | 7000 Hollywood Boulevard |
| Rick Dees          | 1560 N. Vine Street      |
| Vaughn De Leath    | 6634 Hollywood Boulevard |
| Cecil B. DeMille   | 6240 Vine Street         |
| Andy Devine        | 6258 Hollywood Boulevard |
| Morton Downey      | 1680 Vine Street         |
| Carmen Dragon      | 6104 Hollywood Boulevard |
| Jessica Dragonette | 1709 Vine Street         |
| Jimmy Durante      | 1648 Vine Street         |

## E
| Name          | Adresse                  |
| ------------- | ------------------------ |
| Nelson Eddy   | 6512 Hollywood Boulevard |
| Ralph Edwards | 6116 Hollywood Boulevard |
| Dale Evans    | 6638 Hollywood Boulevard |

## F
| Name                   | Adresse                  |
| ---------------------- | ------------------------ |
| Clifton Fadiman        | 6284 Hollywood Boulevard |
| Douglas Fairbanks, Jr. | 6710 Hollywood Boulevard |
| Frank Fay              | 1752 Vine Street         |
| Jimmy Fidler           | 6128 Hollywood Boulevard |
| Gracie Fields          | 6125 Hollywood Boulevard |
| W. C. Fields           | 6316 Hollywood Boulevard |
| George Fisher          | 6241 Hollywood Boulevard |
| Tennessee Ernie Ford   | 1600 Vine Street         |
| Arlene Francis         | 6432 Hollywood Boulevard |
| Alan Freed             | 6381 Hollywood Boulevard |
| Jane Froman            | 6321 Hollywood Boulevard |

## G
| Name                | Adresse                  |
| ------------------- | ------------------------ |
| Ed Gardner          | 6554 Hollywood Boulevard |
| Dave Garroway       | 6355 Hollywood Boulevard |
| Floyd Gibbons       | 1631 Vine Street         |
| Arthur Godfrey      | 6233 Hollywood Boulevard |
| Earl Godwin         | 6201 Hollywood Boulevard |
| Edwin F. Goldman    | 6410 Hollywood Boulevard |
| Bill Goodwin        | 6810 Hollywood Boulevard |
| Gale Gordon         | 6340 Hollywood Boulevard |
| Freeman Gosden      | 1777 Vine Street         |
| Billy Graham        | 6901 Hollywood Boulevard |
| Jim Gray            | 6801 Hollywood Boulevard |
| Charlotte Greenwood | 1601 Vine Street         |

## H
| Name                | Adresse                  |
| ------------------- | ------------------------ |
| Jack Haley          | 6435 Hollywood Boulevard |
| Carl Stuart Hamblen | 6419 Hollywood Boulevard |
| Bill Handel         | 6640 Hollywood Boulevard |
| Arlene Harris       | 6250 Hollywood Boulevard |
| Phil Harris         | 6651 Hollywood Boulevard |
| Steve Harvey        | 6270 Hollywood Boulevard |
| Bill Hay            | 6826 Hollywood Boulevard |
| George Hayes        | 6427 Hollywood Boulevard |
| Helen Hayes         | 6549 Hollywood Boulevard |
| Johnny Hayes        | 6769 Hollywood Boulevard |
| Dick Haymes         | 6841 Hollywood Boulevard |
| Jim Healy           | 6740 Hollywood Boulevard |
| Chick Hearn         | 6755 Hollywood Boulevard |
| Horace Heidt        | 1631 Vine Street         |
| Chick Hern          | 6765 Hollywood Boulevard |
| Jean Hersholt       | 6701 Hollywood Boulevard |
| George Hicks        | 6314 Hollywood Boulevard |
| Hildegarde          | 6141 Hollywood Boulevard |
| John Hodiak         | 6101 Hollywood Boulevard |
| Portland Hoffa      | 1640 Vine Street         |
| Bob Hope            | 6141 Hollywood Boulevard |
| Warren Hull         | 6270 Hollywood Boulevard |
| Frazier Hunt        | 1708 Vine Street         |
| Marlin Hurt         | 6514 Hollywood Boulevard |
| Ted Husing          | 6821 Hollywood Boulevard |

## J
| Name            | Adresse                  |
| --------------- | ------------------------ |
| Michael Jackson | 1541 Vine Street         |
| Jaime Jarrin    | 6381 Hollywood Boulevard |
| Al Jolson       | 6750 Hollywood Boulevard |
| Spike Jones     | 6290 Hollywood Boulevard |

## K
| Name                | Adresse                  |
| ------------------- | ------------------------ |
| Ellen K             | 6270 Hollywood Boulevard |
| Casey Kasem         | 6931 Hollywood Boulevard |
| Danny Kaye          | 6101 Hollywood Boulevard |
| Sammy Kaye          | 6821 Hollywood Boulevard |
| "Shotgun Tom" Kelly | 7080 Hollywood Boulevard |
| John B. Kennedy     | 1611 Vine Street         |
| John Reed King      | 6402 Hollywood Boulevard |
| Wayne King          | 6251 Hollywood Boulevard |
| Raymond Knight      | 6130 Hollywood Boulevard |
| Kay Kyser           | 1601 Vine Street         |

## L
| Name                        | Adresse                  |
| --------------------------- | ------------------------ |
| Art Laboe                   | 6800 Hollywood Boulevard |
| Jim Ladd                    | 7018 Hollywood Boulevard |
| Arthur Lake                 | 6646 Hollywood Boulevard |
| Dorothy Lamour              | 6240 Hollywood Boulevard |
| Frances Langford            | 1525 Vine Street         |
| Fulton Lewis                | 6258 Hollywood Boulevard |
| Art Linkletter              | 6363 Hollywood Boulevard |
| Little Jack Little          | 6618 Hollywood Boulevard |
| Mary Livingston             | 6705 Hollywood Boulevard |
| Al Lohman und Roger Barkley | 1540 N. Vine Street      |
| Guy Lombardo                | 6677 Hollywood Boulevard |
| Vincent Lopez               | 6609 Hollywood Boulevard |
| Phillips Lord               | 6912 Hollywood Boulevard |

## M
| Name                        | Adresse                  |
| --------------------------- | ------------------------ |
| Gordon MacRae               | 6325 Hollywood Boulevard |
| Guy Madison                 | 6933 Hollywood Boulevard |
| Ted Malone                  | 1628 Vine Street         |
| Hal March                   | 1560 Vine Street         |
| Mark & Brian                | 6767 Hollywood Boulevard |
| Mary Martin                 | 6609 Hollywood Boulevard |
| Tony Martin                 | 1760 Vine Street         |
| Groucho Marx                | 6821 Hollywood Boulevard |
| Mary Margaret McBride       | 7018 Hollywood Boulevard |
| Clem McCarthy               | 6563 Hollywood Boulevard |
| Smilin’ Ed McConnell        | 6650 Hollywood Boulevard |
| Joel McCrea                 | 6241 Hollywood Boulevard |
| Hattie McDaniel             | 6933 Hollywood Boulevard |
| Smilin’ Ed McDonnell        | 6650 Hollywood Boulevard |
| Fibber und Molly McGee      | 1500 N. Vine Street      |
| Graham McNamee              | 6405 Hollywood Boulevard |
| Don McNeill                 | 6301 Hollywood Boulevard |
| James Melton                | 6300 Hollywood Boulevard |
| Bob Miller                  | 6763 Hollywood Boulevard |
| Ken Minyard & Robert Arthur | 6808 Hollywood Boulevard |
| Everett Mitchell            | 6254 Hollywood Boulevard |
| Vaughn Monroe               | 1755 Vine Street         |
| Garry Moore                 | 1718 Vine Street         |
| Frank Morgan                | 6700 Hollywood Boulevard |
| Henry Morgan                | 6325 Hollywood Boulevard |
| Robert W. Morgan            | 6841 Hollywood Boulevard |
| Carlton E. Morse            | 6445 Hollywood Boulevard |
| Ken Murray                  | 1724 Vine Street         |
| Edward R. Murrow            | 6263 Hollywood Boulevard |

## N
| Name                            | Adresse                  |
| ------------------------------- | ------------------------ |
| Conrad Nagel                    | 1752 Vine Street         |
| Ozzie Nelson und Harriet Nelson | 6260 Hollywood Boulevard |
| John Nesbitt                    | 6200 Hollywood Boulevard |
| Chuck Niles                     | 7080 Hollywood Boulevard |
| Ken Niles                       | 6711 Hollywood Boulevard |
| Wendell Niles                   | 1725 Vine Street         |

## O
| Name           | Adresse                  |
| -------------- | ------------------------ |
| Walter O’Keefe | 6153 Hollywood Boulevard |
| Gary Owens     | 6743 Hollywood Boulevard |

## P
| Name            | Adresse                  |
| --------------- | ------------------------ |
| Frank Parker    | 6821 Hollywood Boulevard |
| Parkyakarkus    | 1708 Vine Street         |
| Louella Parsons | 6300 Hollywood Boulevard |
| Al Pearce       | 6328 Hollywood Boulevard |
| Jack Pearl      | 1680 Vine Street         |
| Drew Pearson    | 6623 Hollywood Boulevard |
| Harold Peary    | 1639 Vine Street         |
| Joe Penner      | 1752 Vine Street         |
| Dick Powell     | 1560 Vine Street         |

## R
| Name                      | Adresse                  |
| ------------------------- | ------------------------ |
| Basil Rathbone            | 6300 Hollywood Boulevard |
| Quentin Reynolds          | 6225 Hollywood Boulevard |
| Grantland Rice            | 1632 Vine Street         |
| Irene Rich                | 6150 Hollywood Boulevard |
| Tommy und Betty Lou Riggs | 6164 Hollywood Boulevard |
| Robert Ripley             | 6400 Hollywood Boulevard |
| Eddie Anderson            | 6513 Hollywood Boulevard |
| Roy Rogers                | 1733 Vine Street         |
| Will Rogers               | 6608 Hollywood Boulevard |
| Mickey Rooney             | 6372 Hollywood Boulevard |
| Lanny Ross                | 6777 Hollywood Boulevard |
| Charles Ruggles           | 6359 Hollywood Boulevard |

## S
| Name                          | Adresse                  |
| ----------------------------- | ------------------------ |
| Julia Sanderson               | 1620 Vine Street         |
| Vin Scully                    | 6675 Hollywood Boulevard |
| Ryan Seacrest                 | 6801 Hollywood Boulevard |
| Dinah Shore                   | 1751 Vine Street         |
| Ginny Simms                   | 6408 Hollywood Boulevard |
| Penny Singleton               | 6811 Hollywood Boulevard |
| Red Skelton                   | 6763 Hollywood Boulevard |
| Jack Smith                    | 6145 Hollywood Boulevard |
| Kate Smith                    | 6145 Hollywood Boulevard |
| Phil Spitalny                 | 6364 Hollywood Boulevard |
| Hanley Stafford               | 1640 Vine Street         |
| Jo Stafford                   | 1709 Vine Street         |
| The Real Don Steele           | 7080 Hollywood Boulevard |
| Bill Stern                    | 6821 Hollywood Boulevard |
| Cliffie Stone                 | 1501 Vine Street         |
| Ezra Stone                    | 1634 Vine Street         |
| Gale Storm                    | 6119 Hollywood Boulevard |
| Igor Fjodorowitsch Strawinski | 6340 Hollywood Boulevard |

## T
| Name             | Adresse                  |
| ---------------- | ------------------------ |
| Alec Templeton   | 1724 Vine Street         |
| Jay Thomas       | 6161 Hollywood Boulevard |
| Lowell Thomas    | 1752 Vine Street         |
| Bill Thompson    | 7021 Hollywood Boulevard |
| Arturo Toscanini | 6336 Hollywood Boulevard |
| Charlie Tuna     | 1560 Vine Street         |
| Lurene Tuttle    | 1760 Vine Street         |

## V
| Name        | Adresse          |
| ----------- | ---------------- |
| Vera Vague  | 1639 Vine Street |
| Rudy Vallée | 1632 Vine Street |

## W
| Name                           | Adresse                  |
| ------------------------------ | ------------------------ |
| Mark Wallengren und Kim Amidon | 6834 Hollywood Boulevard |
| Jimmy Wallington               | 6660 Hollywood Boulevard |
| Fred Waring                    | 6556 Hollywood Boulevard |
| Willard Waterman               | 1601 Vine Street         |
| Jack Webb                      | 7040 Hollywood Boulevard |
| Orson Welles                   | 6552 Hollywood Boulevard |
| Paul Whiteman                  | 1601 Vine Street         |
| Dick Whittinghill              | 6384 Hollywood Boulevard |
| Tex Williams                   | 6412 Hollywood Boulevard |
| Meredith Willson               | 6411 Hollywood Boulevard |
| Don Wilson                     | 1500 Vine Street         |
| Marie Wilson                   | 6301 Hollywood Boulevard |
| Paul Winchell                  | 6714 Hollywood Boulevard |
| Walter Winchell                | 6714 Hollywood Boulevard |
| Charles Winninger              | 6333 Hollywood Boulevard |
| Ed Wynn                        | 6333 Hollywood Boulevard |

## Y
| Name              | Adresse                  |
| ----------------- | ------------------------ |
| Alan Young        | 6927 Hollywood Boulevard |
| Carleton G. Young | 6733 Hollywood Boulevard |
| Robert Young      | 1620 Vine Street         |

## Z
| Name           | Adresse                  |
| -------------- | ------------------------ |
| Harry von Zell | 6521 Hollywood Boulevard |